# Loudon Wainwright III
Loudon Wainwright III, född 5 september 1946 i Chapel Hill, North Carolina, är en amerikansk singer/songwriter inom folk och folkrock. Wainwright har släppt över 20 musikalbum på flera olika skivbolag, men har aldrig varit en storsäljande artist. Hans enda låt som blev en verklig hitsingel var 1972 års "Dead Skunk" från hans tredje album. Som singel nådde den sextonde plats på Billboard Hot 100. Loudon Wainwright III har även haft små biroller i flera filmer.
Han var tidigare gift med den kanadensiska singer/songwriterartisten Kate McGarrigle. Tillsammans har de barnen Rufus Wainwright och Martha Wainwright som båda är framgångsrika artister.
Barnprogrammet Boktipset som sändes av SVT under många år hade Wainwrights låt "The Swimming Song", från albumet Attempted Mustache från 1973, som signaturmelodi.
Han tilldelades en Grammy för 2009 års album High Wide & Handsome: The Charlie Poole Project i kategorin "Best Traditional Folk Album".

## Diskografi
- 1970 – Album I
- 1971 – Album II
- 1972 – Album III
- 1973 – Attempted Mustache
- 1975 – Unrequited
- 1976 – T Shirt
- 1978 – Final Exam
- 1979 – A Live One
- 1983 – Fame and Wealth
- 1984 – I'm Alright
- 1986 – More Love Songs
- 1989 – Therapy
- 1991 – Fame and Wealth/I'm Alright
- 1992 – History
- 1993 – Career Moves (live)
- 1994 – One Man Guy: The Best of Loudon Wainwright III 1982-1986 (samling)
- 1995 – Grown Man
- 1998 – Little Ship med sången Breakfast in Bed
- 1998 – BBC Sessions
- 1999 – Social Studies
- 2001 – The Last Man on Earth
- 2003 – So Damn Happy (live)
- 2005 – Here Come the Choppers
- 2007 – Strange Weirdos: Music from and Inspired by the Film Knocked Up (soundtrack)
- 2008 – Recovery
- 2009 – High Wide & Handsome: The Charlie Poole Project
- 2010 – 10 Songs for the New Depression
- 2012 – Older Than My Old Man Now
- 2014 – Haven't Got the Blues (Yet)

## Filmografi (urval)
- 2007 – På smällen
- 2003 – Big Fish
- 2001–2002 – Undeclared (TV-serie)
- 2000 – 28 dagar
- 1974–1975 – M*A*S*H (TV-serie)